# アナトリー・カルタショフ
アナトリー・カルタショフ（Anatoly Nikolaevich Kartashov、1937年5月5日-2005年1月17日）は、ロシアの水球の選手である。モスクワ出身。
1960年のローマオリンピックにソビエト連邦代表として出場し、銀メダルを獲得した。7試合全てに出場し、5ゴールを挙げた。